# Organometallics
Organometallics est une revue scientifique à comité de lecture publiée depuis 1982 par l'American Chemical Society. Ce journal publie des articles concernant la chimie organométallique.
D'après le Journal Citation Reports, le facteur d'impact de ce journal était de 4,126 en 2014. L'actuel directeur de publication est Dietmar Seyferth (Massachusetts Institute of Technology, États-Unis).